# Nyceryx alophus
Nyceryx alophus är en fjärilsart som beskrevs av Rothschild och Jordan 1903. Nyceryx alophus ingår i släktet Nyceryx och familjen svärmare. Inga underarter finns listade i Catalogue of Life.